# Wu Wei (Musiker)

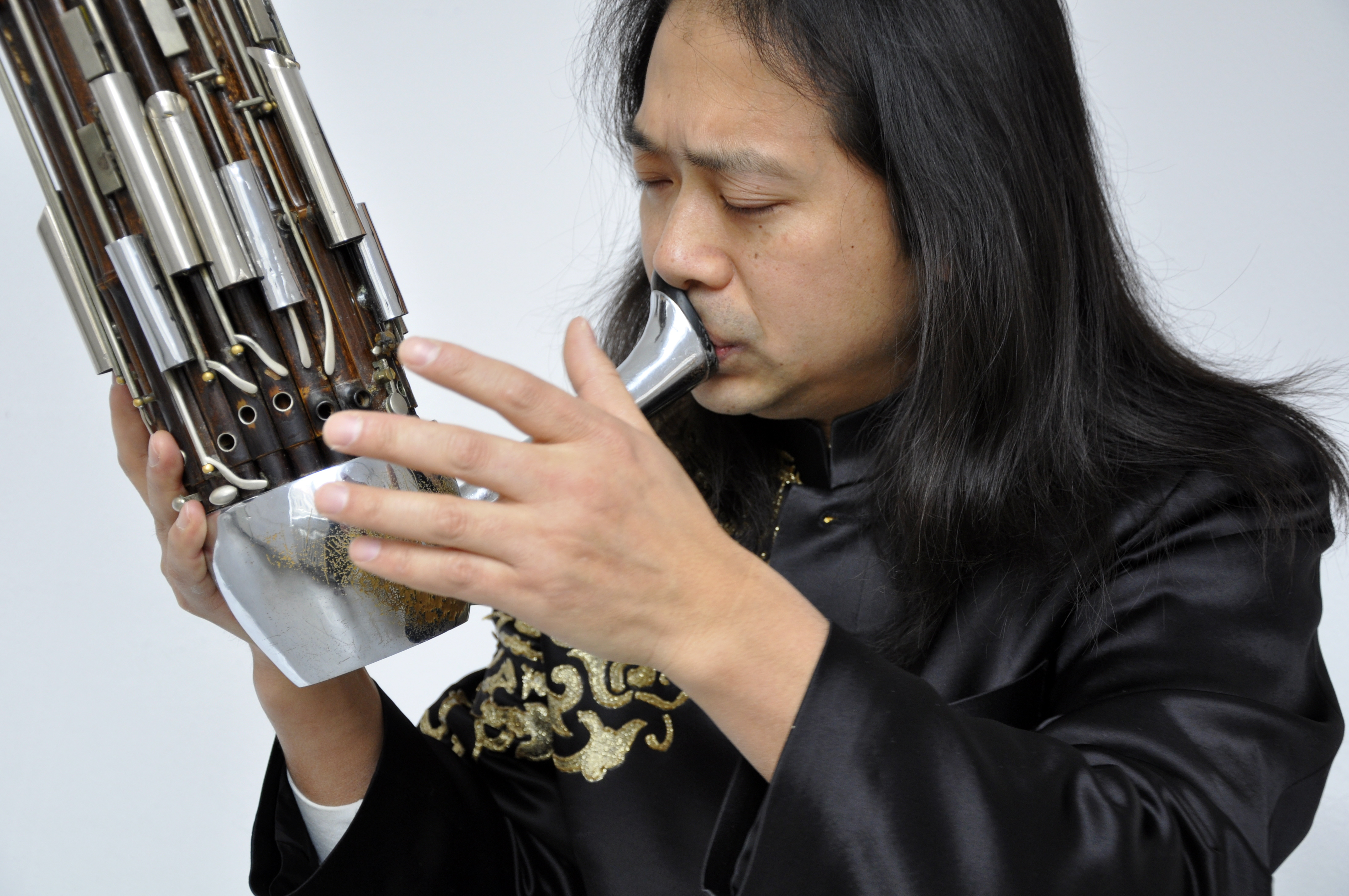
Wu Wei spielt die chinesische Mundorgel Sheng, 2010

Wu Wei (chinesisch 吴巍, Pinyin Wú Wēi; * 29. April 1970 in der Volksrepublik China) ist ein Instrumentalvirtuose der traditionellen chinesischen Musikinstrumente Sheng und Erhu in der improvisierenden Musik, der Neuen Musik und des Jazz sowie Komponist.
Mit seiner Offenheit gegenüber modernen Kompositions- und Spieltechniken hat er dem 4000 Jahre alten Instrument Sheng neue Einsatzmöglichkeiten im Konzertleben eröffnet. Darüber hinaus bewährt er sich in Konzerten von Weltmusik im Zusammenspiel mit chinesischen Instrumentalisten als stilsicherer Interpret der traditionellen Musik seines Heimatlandes.

## Biografie

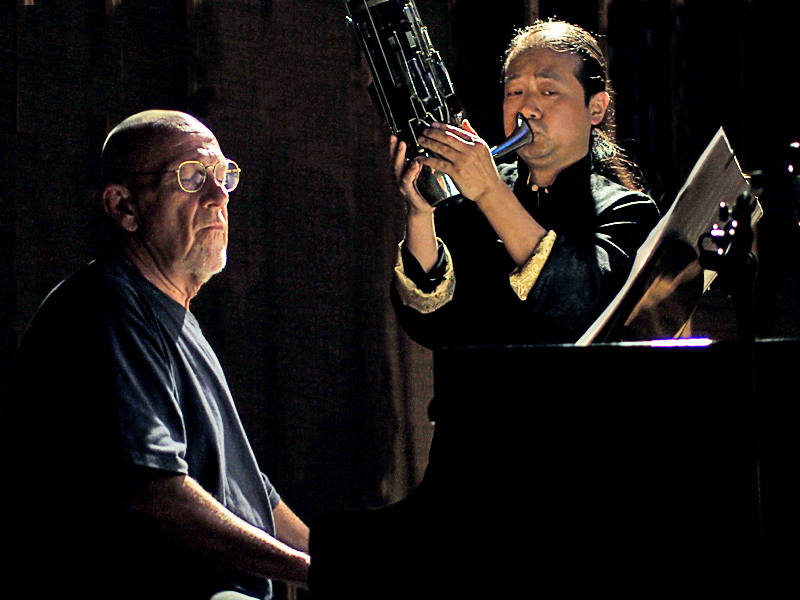
Peter Michael Hamel und Wu Wei, 2016

Wu Wei absolvierte an der Musikhochschule Shanghai ein Studium der chinesischen Mundorgel Sheng und war Solist beim Shanghai Chinese Orchestra, bevor er 1995 mit einem Stipendium des DAAD (Deutscher Akademischer Austauschdienst) zum Studium an die Hochschule für Musik „Hanns Eisler“ Berlin ging. Seitdem lebt er in Berlin. Seit 2013 ist er Professor an der Musikhochschule Shanghai.
Als Solist trat er bei den bedeutendsten Festivals weltweit auf und wurde von führenden Orchestern begleitet. So arbeitete er u. a. mit den Berliner Philharmonikern (Kent Nagano), dem Los Angeles Philharmonic (Gustavo Dudamel), dem Orchestre National de France (Chung Myung-whun), dem Kungliga Filharmoniska Orkestern Stockholm (Susanna Mälkki), dem BBC Symphony Orchestra (Ilan Volkov), dem BBC Scottish Symphony Orchestra, dem NDR Sinfonieorchester, dem NHK-Sinfonieorchester Tokyo, dem Netherlands Radio Philharmonic Orchestra, dem hr-Sinfonieorchester, dem Ensemble intercontemporain und dem Ensemble Modern zusammen.
Wu Wei hat bislang mehr als 280 Werke, darunter zehn Konzerte für Sheng und Orchester, von Komponisten wie John Cage, Chin Un-suk, Toshio Hosokawa, Enjott Schneider, Jörg Widmann, Klaus Hinrich Stahmer, Guus Janssen, Jukka Tiensuu, Tan Dun, Chen Qigang, Guo Wenjing und Huang Ruo zur Uraufführung gebracht. Außerdem hat er selbst eine Reihe von Werken für Sheng komponiert. Kompositionsaufträge erhielt er u. a. von der „Fondation Royaumont“, der Sächsischen Kulturstiftung, der „musica viva“ München, der Hamburgischen Kulturstiftung sowie der Civitella Raniera Foundation New York.

## Auszeichnungen
- 1996 und 2002 jeweils 1. Preis im Welt-Musikwettbewerb Musica Vitale in Deutschland
- 2004 Preisträger des Deutschen Folk-Preises Ruth.
- 2011 Herald Angel Award des Edinburgh International Festival
- 2014 BBC Music Magazine Jury Award für die CD Unsuk Chin/3 Concertos (siehe Diskografie)

## Diskografie
- Iceberg (Improvisation). Interpr.: Pascal Contet (Akkordeon), Wu Wei (Sheng); Radio France SIG 11056 (2009)
- Klaus Hinrich Stahmer (Komponist): silence is the only music, Ning Shi. Interpreten: Wu Wei (Sheng), Xu Fengxia (Guzheng), Stefan Hussong (Akkordeon); WERGO CD ARTS 8116 2
- Unsuk Chin (Komponistin): Ṥu für Sheng und Orchester. Interpreten: Wu Wei (Sheng), Seoul Philharmonic Orchestra, Myung-Whun Chung (Ltg.); Deutsche Grammophon CD 481 0971 (2014)
- John Cage (Komponist): two³ für Shṑ und fünf wassergefüllte Schneckenhörner. Interpreten: Wu Wei (Sheng), Stefan Hussong (Akkordeon, Schneckenhörner); WERGO WER 67582 (2015)
- Stefan Schultze Large Ensemble Erratic Wish Machine (WhyPlayJazz 2015, mit Wu Wei, Heiner Wiberny, Charlotte Greve, Stefan Karl Schmid, Peter Ehwald, Heiko Bidmon, Benny Brown & Felix Meyer, Florian Menzel, Volker Deglmann, John-Dennis Renken, Simon Harrer, Janning Trumann, Tim Hepburn, Jan Schreiner, Martin Schulte, Jürgen Friedrich, Matthias Akeo Nowak, Daniel Schröteler)